# Gran Premio di superbike di Phillip Island 2025
Il Gran Premio di superbike di Phillip Island 2025 è stato la prima prova del mondiale superbike del 2025. Nello stesso fine settimana si è corso anche la prima prova del campionato mondiale Supersport. 

## Panoramica delle gare
Come nell'edizione precedente, dai test pre-stagionali è emerso un degrado consistente degli pneumatici Pirelli tale la indurre, per motivi di sicurezza dei piloti, la direzione gara ad imporre lo svolgimento delle gare lunghe in regime di Flag to flag ossia con sosta ai box obbligatoria per il cambio gomme (o solo gomma posteriore).
Non prende parte a questo evento il sei volte campione Jonathan Rea, infortunatosi nel test così come Filippo Farioli, Federico Caricasulo, Philipp Öttl e Glenn van Straalen in Supersport; con quest'ultimo sostituito dal pilota locale Harrison Voight. Le tre gare della Superbike vedono come protagonista assoluto Nicolò Bulega che, dopo aver siglato la pole position, le vince tutte e tre portandosi saldamente al comando della classifica. Nella Superpole Race si ha un podio tutto italiano (con Danilo Petrucci e Andrea Iannone) ad un anno esatto dall'ultimo precedente. Buon esordio anche per la Bimota che, nonostante una penalità ciascuno per i due piloti, chiude con entrambi a punti in tutte e tre le prove.
Il campionato dela mondo della Supersport si apre con il successo, all'esordio, per la Yamaha R9: Stefano Manzi, nonostante qualifiche sottotono, ha la meglio in volata sul poi penalizzano Masiá. Quattro differenti case motociclistiche nelle prime quattro posizioni a significare un ritrovato equilibrio delle prestazioni nella categoria. Posizioni invertite per i primi due posti in gara due, con Tom Booth-Amos che ha la meglio su Manzi. Per l'inglese si tratta del primo successo in questa categoria; seconda vittoria per Triumph che vinse gara uno del Gran Premio di Portimão nel 2022 proprio con Manzi.

## Superbike gara 1

### Arrivati al traguardo
| Pos. | Nº | Pilota              | Squadra                   | Motocicletta        | Giri | Tempo     | Griglia | Punti |
| ---- | -- | ------------------- | ------------------------- | ------------------- | ---- | --------- | ------- | ----- |
| 1º   | 11 | Nicolò Bulega       | Aruba.it Racing - Ducati  | Ducati Panigale V4R | 20   | 31'11.497 | 1º      | 25    |
| 2º   | 1  | Toprak Razgatlıoğlu | Rokit BMW Motorrad        | BMW M1000 RR        | 20   | +4.811    | 2º      | 20    |
| 3º   | 19 | Álvaro Bautista     | Aruba.it Racing - Ducati  | Ducati Panigale V4R | 20   | +5.108    | 4º      | 16    |
| 4º   | 9  | Danilo Petrucci     | Barni Spark Racing        | Ducati Panigale V4R | 20   | +6.813    | 5º      | 13    |
| 5º   | 45 | Scott Redding       | MGM Bonovo Racing         | Ducati Panigale V4R | 20   | +6.986    | 6º      | 11    |
| 6º   | 29 | Andrea Iannone      | Team GoEleven             | Ducati Panigale V4R | 20   | +7.548    | 3º      | 10    |
| 7º   | 55 | Andrea Locatelli    | Pata Yamaha Prometeon     | Yamaha YZF R1       | 20   | +8.892    | 8º      | 9     |
| 8º   | 22 | Alex Lowes          | Bimota by Kawasaki Racing | Bimota KB998 Rimini | 20   | +9.588    | 10º     | 8     |
| 9º   | 47 | Axel Bassani        | Bimota by Kawasaki Racing | Bimota KB998 Rimini | 20   | +11.035   | 14º     | 7     |
| 10º  | 14 | Sam Lowes           | ELF Marc VDS Racing Team  | Ducati Panigale V4R | 20   | +13.429   | 11º     | 6     |
| 11º  | 97 | Xavi Vierge         | Team HRC                  | Honda CBR1000 RR-R  | 20   | +15.661   | 12º     | 5     |
| 12º  | 77 | Dominique Aegerter  | GYTR GRT Yamaha           | Yamaha YZF R1       | 20   | +18.039   | 15º     | 4     |
| 13º  | 17 | Ryan Vickers        | Team Motocorsa Racing     | Ducati Panigale V4R | 20   | +29.734   | 16º     | 3     |
| 14º  | 49 | Tetsuta Nagashima   | Team HRC                  | Honda CBR1000 RR-R  | 20   | +42.501   | 19º     | 2     |
| 15º  | 99 | Bahattin Sofuoğlu   | Yamaha Motoxracing        | Yamaha YZF R1       | 20   | +42.730   | 18º     | 1     |
| 16º  | 95 | Tarran Mackenzie    | Petronas MIE Racing Honda | Honda CBR1000 RR-R  | 20   | +55.663   | 21º     |       |

### Ritirati
| Nº | Pilota               | Squadra            | Motocicletta        | Giri | Griglia |
| -- | -------------------- | ------------------ | ------------------- | ---- | ------- |
| 87 | Remy Gardner         | GYTR GRT Yamaha    | Yamaha YZF R1       | 11   | 9º      |
| 60 | Michael van der Mark | Rokit BMW Motorrad | BMW M1000 RR        | 8    | 7º      |
| 31 | Garrett Gerloff      | Kawasaki Racing    | Kawasaki ZX-10RR    | 6    | 17º     |
| 53 | Esteve Rabat         | Yamaha Motoxracing | Yamaha YZF R1       | 5    | 20º     |
| 5  | Yari Montella        | Barni Spark Racing | Ducati Panigale V4R | 1    | 13º     |

## Superbike gara Superpole

### Arrivati al traguardo
| Pos. | Nº | Pilota               | Squadra                   | Motocicletta        | Giri | Tempo     | Griglia | Punti |
| ---- | -- | -------------------- | ------------------------- | ------------------- | ---- | --------- | ------- | ----- |
| 1º   | 11 | Nicolò Bulega        | Aruba.it Racing - Ducati  | Ducati Panigale V4R | 10   | 14'58.866 | 1º      | 12    |
| 2º   | 29 | Andrea Iannone       | Team GoEleven             | Ducati Panigale V4R | 10   | +2.324    | 3º      | 9     |
| 3º   | 9  | Danilo Petrucci      | Barni Spark Racing        | Ducati Panigale V4R | 10   | +4.923    | 5º      | 7     |
| 4º   | 45 | Scott Redding        | MGM Bonovo Racing         | Ducati Panigale V4R | 10   | +5.312    | 6º      | 6     |
| 5º   | 14 | Sam Lowes            | ELF Marc VDS Racing Team  | Ducati Panigale V4R | 10   | +5.452    | 11º     | 5     |
| 6º   | 55 | Andrea Locatelli     | Pata Yamaha Prometeon     | Yamaha YZF R1       | 10   | +6.891    | 8º      | 4     |
| 7º   | 22 | Alex Lowes           | Bimota by Kawasaki Racing | Bimota KB998 Rimini | 10   | +7.267    | 10º     | 3     |
| 8º   | 5  | Yari Montella        | Barni Spark Racing        | Ducati Panigale V4R | 10   | +9.748    | 13º     | 2     |
| 9º   | 47 | Axel Bassani         | Bimota by Kawasaki Racing | Bimota KB998 Rimini | 10   | +10.585   | 14º     | 1     |
| 10º  | 87 | Remy Gardner         | GYTR GRT Yamaha           | Yamaha YZF R1       | 10   | +10.924   | 9º      |       |
| 11º  | 97 | Xavi Vierge          | Team HRC                  | Honda CBR1000 RR-R  | 10   | +11.260   | 12º     |       |
| 12º  | 77 | Dominique Aegerter   | GYTR GRT Yamaha           | Yamaha YZF R1       | 10   | +11.260   | 15º     |       |
| 13º  | 1  | Toprak Razgatlıoğlu  | Rokit BMW Motorrad        | BMW M1000 RR        | 10   | +14.186   | 2º      |       |
| 14º  | 60 | Michael Van Der Mark | Rokit BMW Motorrad        | BMW M1000 RR        | 10   | +14.330   | 7º      |       |
| 15º  | 17 | Ryan Vickers         | Team Motocorsa Racing     | Ducati Panigale V4R | 10   | +16.968   | 16º     |       |
| 15º  | 53 | Esteve Rabat         | Yamaha Motoxracing        | Yamaha YZF R1       | 10   | +21.796   | 20º     |       |
| 17º  | 99 | Bahattin Sofuoğlu    | Yamaha Motoxracing        | Yamaha YZF R1       | 10   | +27.062   | 18º     |       |
| 18º  | 95 | Tarran Mackenzie     | Petronas MIE Racing Honda | Honda CBR1000 RR-R  | 10   | +42.505   | 21º     |       |
| 19º  | 19 | Álvaro Bautista      | Aruba.it Racing - Ducati  | Ducati Panigale V4R | 10   | +1'06.284 | 4º      |       |

### Ritirati
| Nº | Pilota            | Squadra         | Motocicletta       | Giri | Griglia |
| -- | ----------------- | --------------- | ------------------ | ---- | ------- |
| 49 | Tetsuta Nagashima | Team HRC        | Honda CBR1000 RR-R | 5    | 19º     |
| 87 | Remy Gardner      | GYTR GRT Yamaha | Yamaha YZF R1      | 0    | 17º     |

## Superbike gara 2

### Arrivati al traguardo
| Pos. | Nº | Pilota               | Squadra                   | Motocicletta        | Giri | Tempo     | Griglia | Punti |
| ---- | -- | -------------------- | ------------------------- | ------------------- | ---- | --------- | ------- | ----- |
| 1º   | 11 | Nicolò Bulega        | Aruba.it Racing - Ducati  | Ducati Panigale V4R | 20   | 30'55.414 | 1º      | 25    |
| 2º   | 19 | Álvaro Bautista      | Aruba.it Racing - Ducati  | Ducati Panigale V4R | 20   | +2.603    | 11º     | 20    |
| 3º   | 29 | Andrea Iannone       | Team GoEleven             | Ducati Panigale V4R | 20   | +3.980    | 2º      | 16    |
| 4º   | 45 | Scott Redding        | MGM Bonovo Racing         | Ducati Panigale V4R | 20   | +8.043    | 4º      | 13    |
| 5º   | 9  | Danilo Petrucci      | Barni Spark Racing        | Ducati Panigale V4R | 20   | +10.009   | 3º      | 11    |
| 6º   | 14 | Sam Lowes            | ELF Marc VDS Racing Team  | Ducati Panigale V4R | 20   | +10.097   | 5º      | 10    |
| 7º   | 55 | Andrea Locatelli     | Pata Yamaha Prometeon     | Yamaha YZF R1       | 20   | +11.083   | 6º      | 9     |
| 8º   | 22 | Alex Lowes           | Bimota by Kawasaki Racing | Bimota KB998 Rimini | 20   | +11.180   | 7º      | 8     |
| 9º   | 5  | Yari Montella        | Barni Spark Racing        | Ducati Panigale V4R | 20   | +11.202   | 8º      | 7     |
| 10º  | 47 | Axel Bassani         | Bimota by Kawasaki Racing | Bimota KB998 Rimini | 20   | +11.918   | 9º      | 6     |
| 11º  | 97 | Xavi Vierge          | Team HRC                  | Honda CBR1000 RR-R  | 20   | +18.472   | 14º     | 5     |
| 12º  | 77 | Dominique Aegerter   | GYTR GRT Yamaha           | Yamaha YZF R1       | 20   | +18.507   | 15º     | 4     |
| 13º  | 31 | Garrett Gerloff      | Kawasaki Racing           | Kawasaki ZX-10RR    | 20   | +25.853   | 17º     | 3     |
| 14º  | 60 | Michael Van Der Mark | Rokit BMW Motorrad        | BMW M1000 RR        | 20   | +25.891   | 12º     | 2     |
| 15º  | 17 | Ryan Vickers         | Team Motocorsa Racing     | Ducati Panigale V4R | 20   | +29.402   | 16º     | 1     |
| 16º  | 99 | Bahattin Sofuoğlu    | Yamaha Motoxracing        | Yamaha YZF R1       | 20   | +41.810   | 18º     |       |
| 17º  | 53 | Esteve Rabat         | Yamaha Motoxracing        | Yamaha YZF R1       | 20   | +43.805   | 20º     |       |
| 18º  | 49 | Tetsuta Nagashima    | Team HRC                  | Honda CBR1000 RR-R  | 20   | +51.209   | 19º     |       |

### Ritirati
| Nº | Pilota              | Squadra                   | Motocicletta       | Giri | Griglia |
| -- | ------------------- | ------------------------- | ------------------ | ---- | ------- |
| 87 | Remy Gardner        | GYTR GRT Yamaha           | Yamaha YZF R1      | 16   | 9º      |
| 1  | Toprak Razgatlıoğlu | Rokit BMW Motorrad        | BMW M1000 RR       | 10   | 2º      |
| 95 | Tarran Mackenzie    | Petronas MIE Racing Honda | Honda CBR1000 RR-R | 6    | 21º     |

## Supersport gara 1

### Arrivati al traguardo
| Pos. | Nº | Pilota            | Squadra                             | Motocicletta                 | Giri | Tempo     | Griglia | Punti |
| ---- | -- | ----------------- | ----------------------------------- | ---------------------------- | ---- | --------- | ------- | ----- |
| 1º   | 62 | Stefano Manzi     | Ten Kate Racing Yamaha              | Yamaha YZF-R9                | 18   | 29'25.133 | 8º      | 25    |
| 2º   | 69 | Tom Booth-Amos    | PTR Triumph                         | Triumph Street Triple RS 765 | 18   | +0.322    | 2º      | 20    |
| 3º   | 23 | Marcel Schrötter  | WRP Racing                          | Ducati Panigale V2           | 18   | +0.480    | 9º      | 16    |
| 4º   | 11 | Bo Bendsneyder    | MV Agusta Reparto Corse             | MV Agusta F3 800 RR          | 18   | +1.447    | 1º      | 13    |
| 5º   | 61 | Can Öncü          | Evan Bros. Yamaha                   | Yamaha YZF-R9                | 18   | +2.513    | 4º      | 11    |
| 6º   | 51 | Jaume Masiá       | Orelac Racing Verdnatura            | Ducati Panigale V2           | 18   | +3.527    | 6º      | 10    |
| 7º   | 32 | Oliver Bayliss    | PTR Triumph                         | Triumph Street Triple RS 765 | 18   | +4.280    | 7º      | 9     |
| 8º   | 53 | Valentin Debise   | Renzi Corse                         | Ducati Panigale V2           | 18   | +4.281    | 5º      | 8     |
| 9º   | 94 | Lucas Mahias      | GMT94 Yamaha                        | Yamaha YZF-R9                | 18   | +4.528    | 3º      | 7     |
| 10º  | 52 | Jeremy Alcoba     | Kawasaki Racing                     | Kawasaki ZX-6R-636           | 18   | +13.690   | 15º     | 6     |
| 11º  | 5  | Niccolò Antonelli | VTF Racing                          | Yamaha YZF-R9                | 18   | +20.193   | 13º     | 5     |
| 12º  | 68 | Luke Power        | Motozoo ME AIR Racing               | MV Agusta F3 800 RR          | 18   | +26.392   | 17º     | 4     |
| 13º  | 50 | Ondřej Vostatek   | WRP Racing                          | Ducati Panigale V2           | 18   | +28.391   | 16º     | 3     |
| 14º  | 27 | Kaito Toba        | Petronas MIE Racing Honda           | Honda CBR600RR               | 18   | +41.019   | 22º     | 2     |
| 15º  | 43 | Simon Jespersen   | Ecosantagata Althea Racing          | Ducati Panigale V2           | 18   | +45.844   | 18º     | 1     |
| 16º  | 4  | Loic Arbel        | Team Flembbo-Pilote Moto Production | MV Agusta F3 800 RR          | 18   | +46.714   | 20º     |       |
| 17º  | 63 | Syarifuddin Azman | Petronas MIE Racing Honda           | Honda CBR600RR               | 17   | +1 giro   | 21º     |       |

### Ritirati
| Nº | Pilota                | Squadra                    | Motocicletta       | Giri | Griglia |
| -- | --------------------- | -------------------------- | ------------------ | ---- | ------- |
| 20 | Xavier Cardelús       | Orelac Racing Verdnatura   | Ducati Panigale V2 | 8    | 11º     |
| 21 | Michael Ruben Rinaldi | GMT94 Yamaha               | Yamaha YZF-R9      | 6    | 10º     |
| 29 | Harrison Voight       | DG34 Racing Team           | Ducati Panigale V2 | 3    | 23º     |
| 7  | Loris Veneman         | EAB Racing Team            | Ducati Panigale V2 | 3    | 19º     |
| 57 | Aldi Satya Mahendra   | Evan Bros. Yamaha          | Yamaha YZF-R9      | 0    | 14º     |
| 24 | Leonardo Taccini      | Ecosantagata Althea Racing | Ducati Panigale V2 | 0    | 12º     |

## Supersport gara 2

### Arrivati al traguardo
| Pos. | Nº | Pilota                | Squadra                             | Motocicletta                 | Giri | Tempo     | Griglia | Punti |
| ---- | -- | --------------------- | ----------------------------------- | ---------------------------- | ---- | --------- | ------- | ----- |
| 1º   | 69 | Tom Booth-Amos        | PTR Triumph                         | Triumph Street Triple RS 765 | 18   | 29'19.565 | 4º      | 25    |
| 2º   | 62 | Stefano Manzi         | Ten Kate Racing Yamaha              | Yamaha YZF-R9                | 18   | +0.671    | 3º      | 20    |
| 3º   | 11 | Bo Bendsneyder        | MV Agusta Reparto Corse             | MV Agusta F3 800 RR          | 18   | +1.125    | 1º      | 16    |
| 4º   | 21 | Michael Ruben Rinaldi | GMT94 Yamaha                        | Yamaha YZF-R9                | 18   | +3.373    | 11º     | 13    |
| 5º   | 52 | Jeremy Alcoba         | Kawasaki Racing                     | Kawasaki ZX-6R-636           | 18   | +9.467    | 14º     | 11    |
| 6º   | 94 | Lucas Mahias          | GMT94 Yamaha                        | Yamaha YZF-R9                | 18   | +10.864   | 6º      | 10    |
| 7º   | 32 | Oliver Bayliss        | PTR Triumph                         | Triumph Street Triple RS 765 | 18   | +13.023   | 8º      | 9     |
| 8º   | 20 | Xavier Cardelús       | Orelac Racing Verdnatura            | Ducati Panigale V2           | 18   | +13.034   | 7º      | 8     |
| 9º   | 27 | Kaito Toba            | Petronas MIE Racing Honda           | Honda CBR600RR               | 18   | +13.648   | 21º     | 7     |
| 10º  | 50 | Ondřej Vostatek       | WRP Racing                          | Ducati Panigale V2           | 18   | +14.404   | 15º     | 6     |
| 11º  | 68 | Luke Power            | Motozoo ME AIR Racing               | MV Agusta F3 800 RR          | 18   | +14.404   | 16º     | 5     |
| 12º  | 43 | Simon Jespersen       | Ecosantagata Althea Racing          | Ducati Panigale V2           | 18   | +18.027   | 17º     | 4     |
| 13   | 57 | Aldi Satya Mahendra   | Evan Bros. Yamaha                   | Yamaha YZF-R9                | 18   | +18.034   | 13º     | 3     |
| 14   | 29 | Harrison Voight       | DG34 Racing Team                    | Ducati Panigale V2           | 18   | +25.965   | 22º     | 2     |
| 15   | 24 | Leonardo Taccini      | Ecosantagata Althea Racing          | Ducati Panigale V2           | 18   | +32.670   | 12º     | 1     |
| 16º  | 61 | Can Öncü              | Evan Bros. Yamaha                   | Yamaha YZF-R9                | 18   | +38.782   | 9º      |       |
| 17º  | 4  | Loic Arbel            | Team Flembbo-Pilote Moto Production | MV Agusta F3 800 RR          | 18   | +42.885   | 19º     |       |
| 18   | 7  | Loris Veneman         | EAB Racing Team                     | Ducati Panigale V2           | 18   | +54.002   | 18º     |       |
| 19º  | 63 | Syarifuddin Azman     | Petronas MIE Racing Honda           | Honda CBR600RR               | 18   | +54.034   | 20º     |       |

### Ritirati
| Nº | Pilota           | Squadra                  | Motocicletta       | Giri | Griglia |
| -- | ---------------- | ------------------------ | ------------------ | ---- | ------- |
| 23 | Marcel Schrötter | WRP Racing               | Ducati Panigale V2 | 10   | 2º      |
| 53 | Valentin Debise  | Renzi Corse              | Ducati Panigale V2 | 10   | 5º      |
| 51 | Jaume Masiá      | Orelac Racing Verdnatura | Ducati Panigale V2 | 10   | 10º     |

### Non partito
| Nº | Pilota            | Squadra    | Motocicletta  |
| -- | ----------------- | ---------- | ------------- |
| 5  | Niccolò Antonelli | VTF Racing | Yamaha YZF-R9 |